# Tribuloideae
Tribuloideae, potporodica dvoliskovica (dio reda Zygophyllales), koja dobiva ime po rodu Tribulus sa velikih područja Euroazije, Afrike i Australije. 
Sastoji se od 7 rodova.

## Rodovi
- Balanites Delile
- Kallstroemia Scop.
- Kelleronia Schinz
- Neoluederitzia Schinz
- Sisyndite E.Mey. ex Sond.
- Tribulopis R.Br.
- Tribulus L.

|  | Zajednički poslužitelj ima još gradiva o temi Tribuloideae |
|  | Wikivrste imaju podatke o taksonu Tribuloideae             |